# Rebbachisaurus
Rebbachisaurus garasbae
Genre
Espèce
Rebbachisaurus est un genre éteint de dinosaures sauropodes diplodocoïdes, rattaché à la famille des rebbachisauridés. Il vivait au Crétacé inférieur (Aptien-Albien) au Maroc.
L'espèce type et seule espèce valide est Rebbachisaurus garasbae, décrite par René Lavocat en 1954.

## Étymologie
Le nom de genre Rebbachisaurus associe le nom d'une tribu semi-nomade du Maroc, les « Khebbache » ou « Khebbash », qui habitent dans la région où les premiers spécimens de rebbachisauridés ont été trouvés, et le mot du grec ancien « σαῦρος / saûros », « lézard », pour donner littéralement « lézard des Khebbache ».

## Découverte

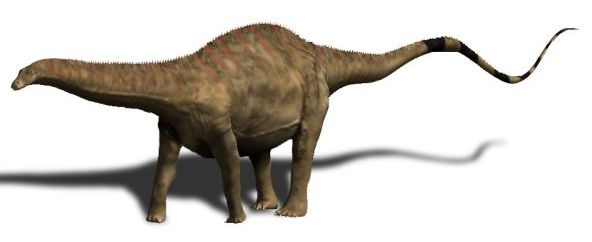
Reconstitution de Rebbachisaurus.

Les premiers restes fragmentaires de Rebbachisaurus ont été retrouvés dans la formation de Tegana au Maroc par le paléontologue français René Lavocat en 1954.

## Description
Rebbachisaurus mesurait environ 14 mètres de long pour une masse de l’ordre de 7 tonnes selon Gregory S. Paul (2010),
tandis que Thomas Holtz en 2011 estime sa longueur à 20 mètres pour une masse d'une douzaine de tonnes.
Ce quadrupède herbivore massif avait une petite tête, un long cou élancé et une queue en forme de fouet.
La découverte de Rayososaurus, un sauropode sud-américain presque identique à Rebbachisaurus, soutient la théorie selon laquelle il y avait toujours une connexion terrestre entre l'Afrique et l'Amérique du Sud durant le Crétacé inférieur, longtemps après que l'on pensait que les deux continents se sont séparés.

## Autre espèces
L’espèce type est R. garasbae du Maroc. Une autre espèce, R. tamesnensis du Niger a été décrite en 1960 mais elle est maintenant considérée comme un synonyme de Nigersaurus taqueti, ou en tout cas n'appartient pas au genre.
L’espèce R. tessonei d'Argentine a été transférée d'abord dans le genre Rayososaurus puis Limaysaurus.

## Classification
Rebbachisaurus forme avec Limaysaurus, Nigersaurus, Cathartesaura, Tataouinea, etc. la famille des Rebbachisauridae.